# Nha Ho
 (juin 2017).
Nha Ho (Nha Hố) est une petite ville du sud du Viêt Nam dans le Ninh Thuận qui est le chef-lieu du district de Ninh Sơn. Elle appartient à la province d'Ninh Thuận.